# Roland Ströhm
Roland Ströhm (* 2. März 1928 in Kramfors; † 20. Oktober 2017 ebenda) war ein schwedischer Radrennfahrer und nationaler Meister im Radsport.

## Sportliche Laufbahn
Ströhm war Teilnehmer der Olympischen Sommerspiele 1956 in Melbourne. Im olympischen Straßenrennen kam er beim Sieg von Ercole Baldini auf den 20. Platz. Die schwedische Mannschaft belegte mit Lars Nordwall, Karl-Ivar Andersson, Roland Ströhm und Gunnar Wilhelm Göransson in der Mannschaftswertung den 5. Rang.
1956 wurde er nationaler Meister im Straßenrennen. Er siegte in der Österreich-Rundfahrt mit zwei Etappenerfolgen. 1955 hatte er den 9. Gesamtrang belegt. Er startete für den Verein „Kramfors IF“.